# Затерянный мир (фильм, 1960)
«Затерянный мир» (англ. The Lost World, 1960) — художественный фильм режиссёра Ирвина Аллена по мотивам романа Артура Конана Дойла «Затерянный мир».

## Сюжет
Учёный Джордж Эдвард Челленджер, известный биолог и антрополог, утверждает, что в сердце Южной Америки существует плато, населённое вымершими динозаврами. Для того, чтобы это доказать, он отправляется в экспедицию, в которую также  входят желающий опровергнуть Челленджера профессор Саммерли, молодой репортёр Эдвард Мелоун (Дэвид Хэдисон), путешественник Лорд Джон Рокстон (Майкл Ренни) и Дженнифер Холмс, дочь издателя и босса Мелоуна, который является спонсором экспедиции. Экспедиция прибывает на плато на вертолёте, и обнаруживают, что оно действительно населено динозаврами, а также гигантскими пауками и хищными растениями. Чудовища уничтожают вертолёт, делая возвращение на нём невозможным. Герои оказываются изолированными от остального мира. Они находят загадочный дневник некоего Бертона Уайта и узнают, что Рокстон знает о судьбе Уайта. Как выясняется, Уайт — исследователь, который побывал на плато задолго до них. С помощью дневника герои открывают многие тайны плато. Они обнаруживают на плато большое поселение индейцев. Индейцы проводят героев в глубокие лавовые пещеры, где Рокстон находит алмазное месторождение. Там герои сталкиваются с «огненным монстром» — огромным плотоядным ящером, обитающим в лаве, но им удаётся найти выход из пещер. Они покидают плато и возвращаются в Лондон. Само плато вместе со всеми его обитателями гибнет в результате извержения вулкана, а героям удаётся спасти лишь одно яйцо динозавра.

## В ролях
- Майкл Ренни — Лорд Джон Рокстон, опытный охотник
- Джилл Сент-Джон — Дженнифер Холмс, дочь владельца газеты
- Дэвид Хэдисон — Эдвард Мелоун, журналист газеты Global News
- Клод Рейнс — профессор Джордж Эдвард Челленджер, глава экспедиции
- Фернандо Ламас — Мануэль Гомес, пилот вертолёта
- Ричард Хэйдн — профессор Саммерли, коллега Челленджера
- Рэй Стриклин — Дэвид Холмс, брат Дженнифер
- Джей Новелло — Коста
- Иэн Волф —  Бертон Уайт, посещавший плато до экспедиции Челленджера
- Джон Грэм — Стюарт Холмс, отец Дэвида и Дженнифер, босс Мелоуна
- Колин Кэмпбелл — профессор Уолдрон
- Витина Маркус — абориген

## Производство
В 1959 году Аллен приобрёл права на роман Дойла за $100 000. Он хотел, чтобы в фильме играли Тревор Ховард, Питер Устинов и Рэйнс, а также Виктор Мэтьюр и Гилберт Роланд (Роланд снялся в одноимённом фильме 1925 года). Он нанял Чарльза Беннета, чтобы тот помог ему адаптировать книгу для киноэкрана и доверил Уиллису О'Брайану, который работал на фильме 1925 года, создание моделей для фильма.
Аллен получил финансирование съёмок фильма от Бадди Адлера, главы производства студии 20th Century Fox.
В фильме использовались базовые спецэффекты: для съёмок динозавров были использованы вараны, крокодилы и игуаны, к спинам и головам которых были прикреплены плавники и гребни. По подобной технологии был создан ящер для фильма «Путешествие к центру Земли» в 1959 году. Критикам не понравился данный метод, так как по их словам модели динозавров, снятые с помощью технологии «стоп-кадр» выглядели бы реалистичнее. Режиссёр Аллен позже признался, что он не мог использовать технологию, бюджет студии позволил ему использовать только живых существ.
Небольшой фрагмент из фильма был использован в 1970 году для фильма «Когда землёй владели динозавры».